# Geografía de Andalucía
Andalucía tiene una extensión de 87 268 km², que equivale al 17,3% del territorio de España, por lo que es comparable con muchos de los países europeos, tanto por su superficie como por su complejidad interna. Hacia el este y al oeste limita con el mar Mediterráneo y con el océano Atlántico respectivamente, mientras que al norte lo hace con la Sierra Morena, que la separa de la Meseta, y al sur con el estrecho de Gibraltar, que la separa del continente africano.
Andalucía se localiza en una latitud entre los 36° y los 38°44′ N, en la zona templado-cálida de la Tierra, dando a su clima características muy definitorias como la bonanza de sus temperaturas y la sequedad de sus veranos. Sin embargo, en el amplio marco definido por sus límites existen unos grandes contrastes internos. De esta forma, se pasa de las extensas llanuras litorales del río Guadalquivir -a nivel del mar- a las zonas más altas de la península en Sierra Nevada. Contrasta la sequedad del desierto de Tabernas con el parque natural de la Sierra de Grazalema, la más lluviosa de España. Más significativo, si cabe, es el tránsito de las cumbres nevadas del Mulhacén a la costa subtropical granadina, a escasos 50 km.
Uno de los elementos que da singularidad y personalidad propia a Andalucía es su marco geográfico. El historiador sevillano Domínguez Ortiz resume esta condición afirmando que:

[...] hay que buscar la esencia de Andalucía en su realidad geográfica, de una parte, y de otra, en la conciencia de sus habitantes. Desde el punto de vista geográfico, el conjunto de las tierras meridionales es demasiado amplio y variado para englobarlas a todas en una unidad. En realidad hay no dos, sino tres Andalucías: la Sierra Morena, el Valle y la Penibética [...]

Estas tres grandes unidades ambientales van a ser el resultado de la conjunción de los distintos factores físicos, donde el relieve juega un papel fundamental.

## Relieve

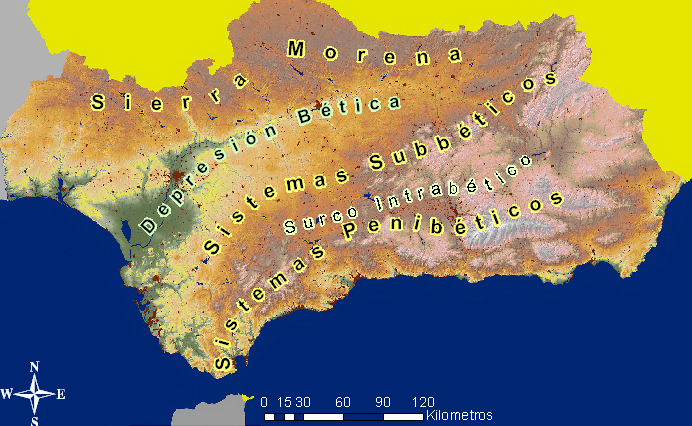
Localización de las principales unidades del relieve de Andalucía.

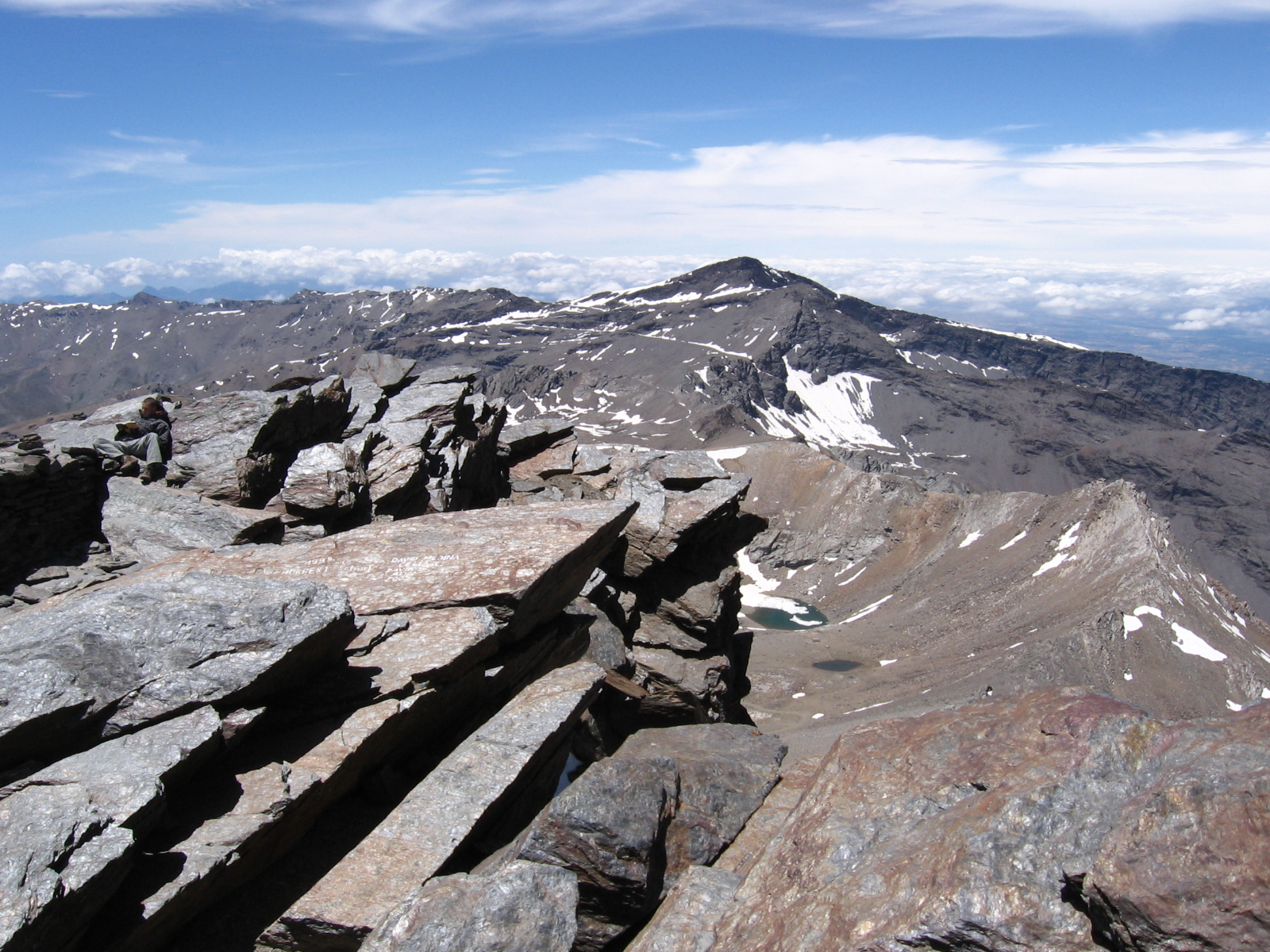
El Pico Veleta desde la cima del Mulhacén.

El relieve es uno de los principales factores que configura el medio natural. Las alineaciones montañosas y su disposición tienen especial incidencia en la configuración del clima, la red fluvial, los suelos y su erosión, los pisos bioclimáticos e incluso va a tener influencia en la forma de aprovechamiento de los recursos naturales.
El relieve andaluz se caracteriza por el fuerte contraste altitudinal y en la pendiente. Entre sus fronteras se dan las mayores cotas de la península ibérica y casi un 15% del territorio por encima de 1000 m; frente a las zonas deprimidas, con menos de 100 m s. n. m. de altitud en la gran Depresión Bética. En las pendientes, se produce el mismo fenómeno.
En cuanto a las costas andaluzas, el litoral atlántico se caracteriza por un predominio abrumador de playas y costas bajas; por su parte el litoral mediterráneo tiene una presencia muy importante de acantilados sobre todo en la Axarquía malagueña, Granada y Almería.
El carácter disimétrico es tal que va a configurar una división natural entre la Alta y la Baja Andalucía, sobre la base de las principales unidades del relieve:
- Sierra Morena, (con el pico Bañuela de 1323 m) al mismo tiempo que marca una ruptura entre Andalucía y la Meseta, presenta una gran separación -acrecentada por su despoblamiento- entre la Sierra y la Campiña de Huelva, Sevilla, Córdoba y Jaén. Sin embargo, su elevación es escasa y sólo Sierra Madrona logra superar los 1300 m s. n. m. en su punto más alto la Bañuela (fuera de Andalucía). Dentro de este sistema montañoso cabe destacar el desfiladero de Despeñaperros, que constituye el paso natural con la Meseta.
- Las Cordilleras Béticas (Penibética y Subbética) se desarrollan paralelas al Mediterráneo y no están alineadas, dejando entre ellas el Surco Intrabético. El Subbético es muy discontinuo, por lo que presenta numerosos pasillos que facilitan la comunicación. Por el contrario, el Penibético ejerce de barrera aisladora entre el litoral mediterráneo y el interior.[7] Las mayores alturas de Andalucía se encuentran en Sierra Nevada, en la Provincia de Granada; allí se sitúan varias de las cotas más elevadas de la península ibérica, entre ellas: el pico Mulhacén (3478 m) y el Veleta (3392 m).
- La Depresión Bética se encuentra entre ambos sistemas. Es un territorio llano casi en su totalidad, abierto hacia el Golfo de Cádiz por el suroeste. A lo largo de la historia, éste ha sido el principal eje de población de Andalucía.

## Clima

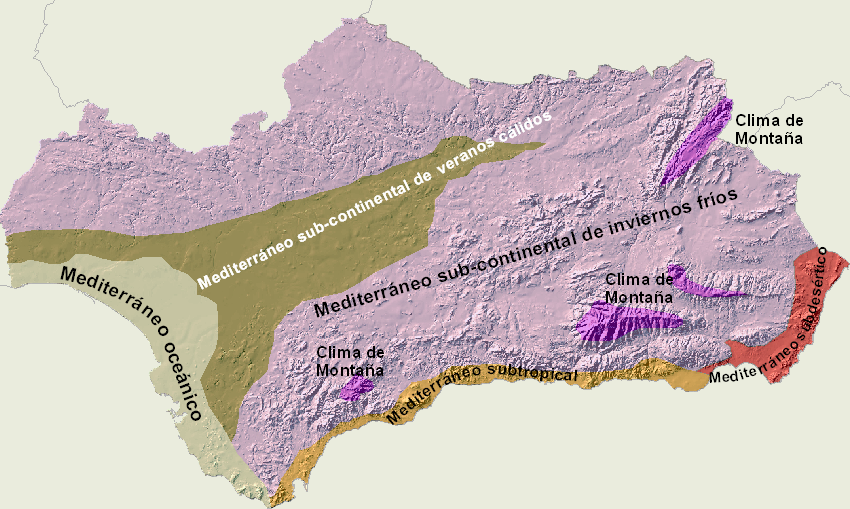
Localización de los principales tipos climáticos de Andalucía.

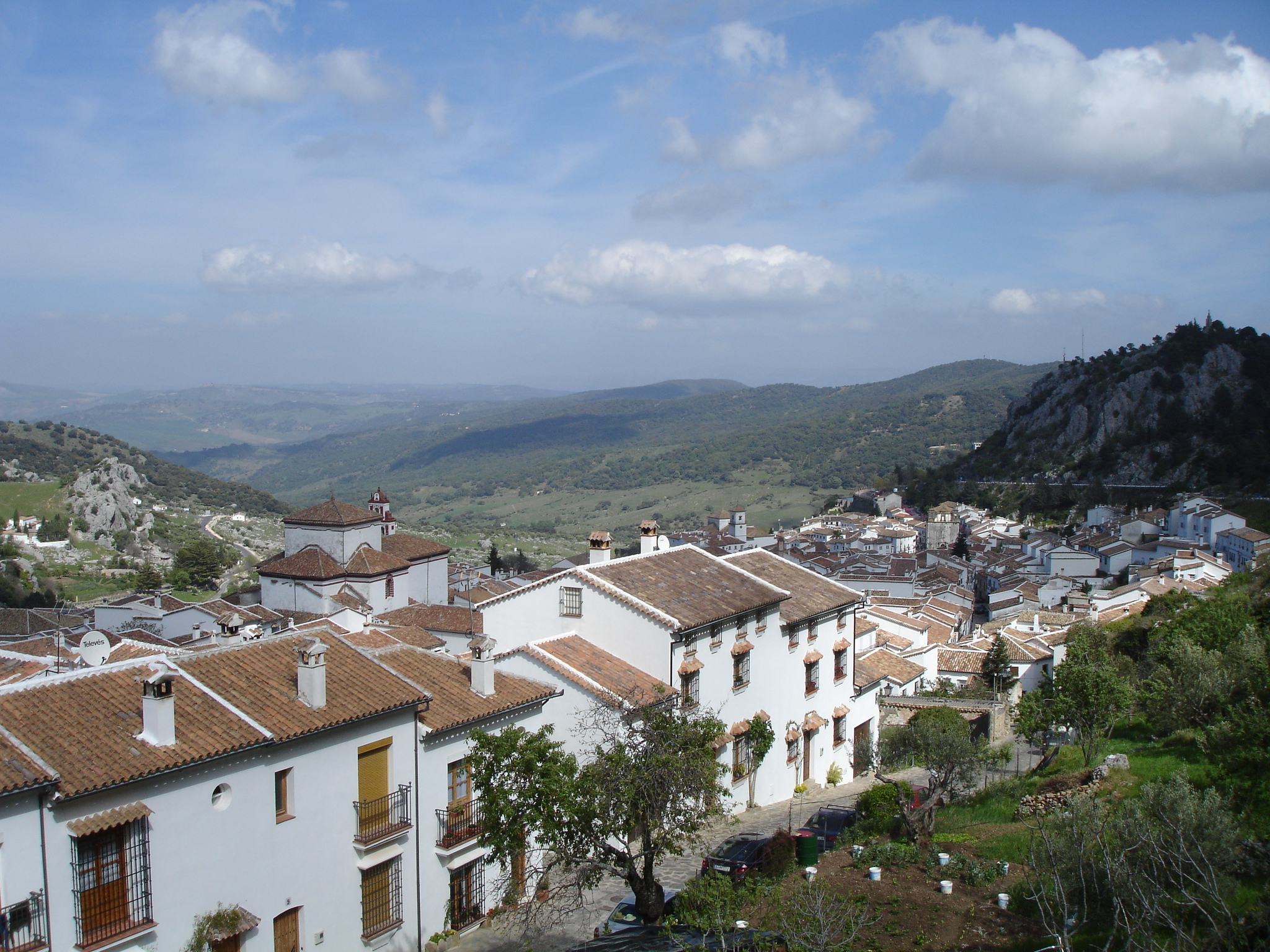
Grazalema, es uno de los lugares más lluviosos de España y se encuentra en Andalucía.

Andalucía se encuadra en su totalidad dentro del dominio climático mediterráneo, caracterizado por el predominio de las altas presiones estivales -anticiclón de las Azores-, que traen como consecuencia la típica sequía estival, rota en ocasiones con precipitaciones torrenciales, y temperaturas tórridas. En invierno, los anticiclones tropicales se desplazan hacia el sur y permiten que el frente polar penetre en el territorio andaluz. La inestabilidad se acrecienta y las precipitaciones se concentran en los períodos de otoño, invierno y primavera. Las temperaturas son muy suaves.
No obstante, existe una gran diversidad de tipos climáticos en las diferentes zonas de Andalucía, originando una gran riqueza y contrastes paisajísticos que son acrecentados por la disposición de los orógenos y su situación entre dos masas de agua de características muy diferentes.
Las precipitaciones disminuyen de oeste a este, siendo el punto más lluvioso la Sierra de Grazalema (con el máximo histórico anual de precipitaciones registrado en toda la península ibérica y España, en el año 1963: 4346 mm) y el menos lluvioso de Europa continental (Cabo de Gata, 117 mm anuales[cita requerida]). La "Andalucía húmeda" coincide con los puntos más altos de la comunidad, sobresaliendo especialmente el área de la Serranía de Ronda y la Sierra de Grazalema. El valle de Guadalquivir presenta pluviometría media. En la provincia de Almería se encuentra el desierto de Tabernas, el único desierto de Europa. Los días de lluvia al año son alrededor de 75, descendiendo hasta 50 en las zonas más áridas. Así, en gran parte de Andalucía se superan los 300 días de sol al año.
La temperatura media anual de Andalucía es superior a 16 °C, con valores urbanos que oscilan entre los 18,5 °C de Málaga y los 15,1 °C en Baeza. En gran parte del valle del Guadalquivir y de la costa mediterránea, la media se sitúa en torno a 18° y en puntos de la costa oriental de la provincia de Almería se pueden dar medias anuales superiores a 20° (21,5° en Cuevas del Almanzora). El mes más frío es enero (6,4 °C de media en Granada) y los más calurosos julio o agosto (28,5 °C de media), siendo Córdoba la capital más calurosa seguida de Sevilla.
En el Valle del Guadalquivir se registran las temperaturas más altas de España, de la península y de Europa con un máximo histórico de 46,6 °C en Córdoba y Sevilla según la AEMET.) Aunque hay datos de anteriores récords, son muy dudosos por haberse medido con instrumentos inadecuados. Las Sierras de Granada y Jaén son las que registran las temperaturas más bajas de todo el sur de la península ibérica. En la ola de frío de enero de 2005 se alcanzaron -21 °C en Santiago de la Espada (Jaén) y -18 °C en Pradollano (Granada). Sierra Nevada tiene la temperatura media anual más baja del sur peninsular (3,9 °C en Pradollano) y sus cumbres permanecen nevadas la mayor parte del año.

## Hidrografía

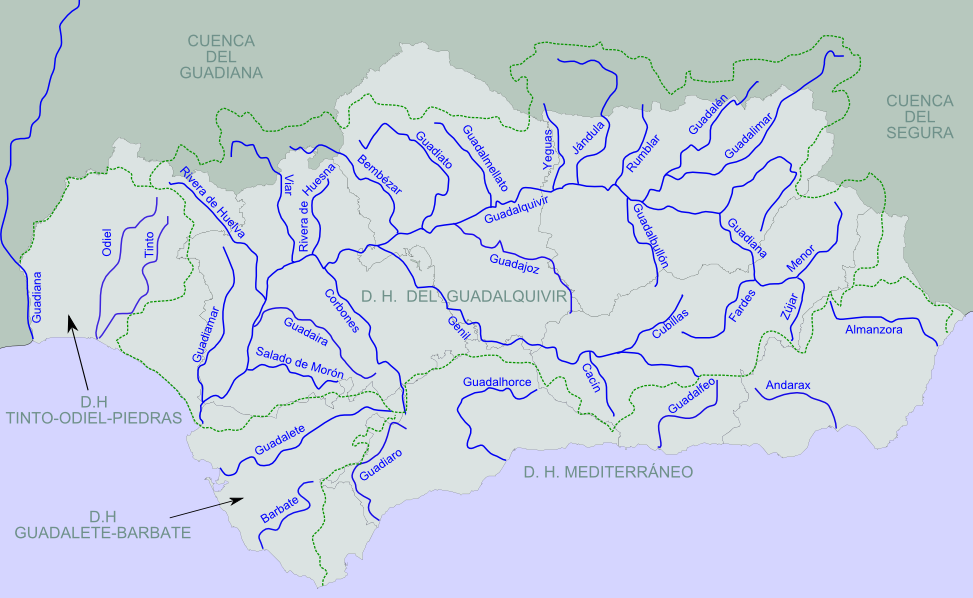
Ríos y cuencas de Andalucía.

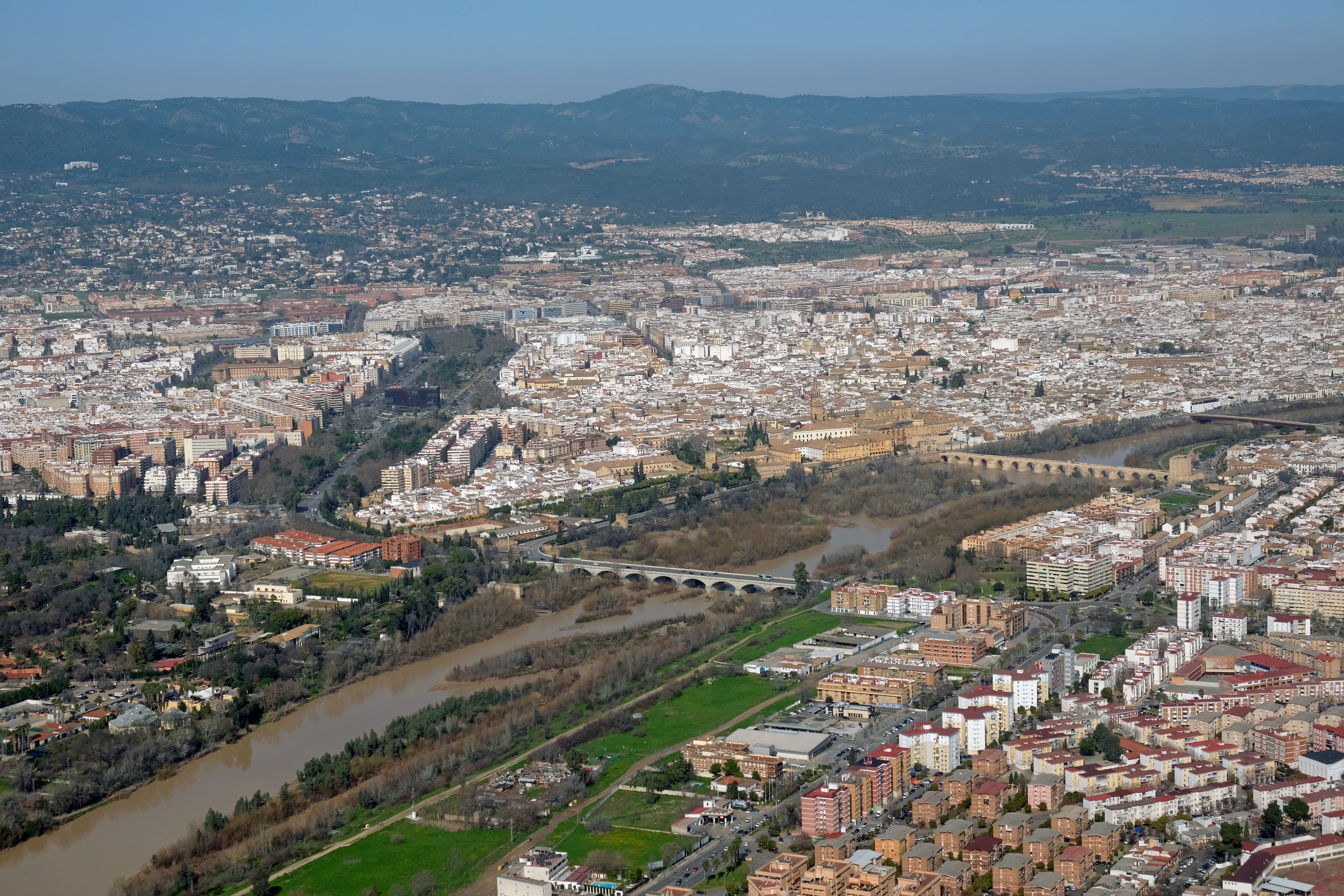
El Guadalquivir a su paso por Córdoba.

Por Andalucía discurren ríos de la vertiente atlántica y de la mediterránea. A la vertiente atlántica pertenecen los ríos Guadiana, Odiel-Tinto, Guadalquivir, Guadalete y Barbate; mientras que a la vertiente mediterránea corresponden el Guadiaro, Guadalhorce, Guadalmedina, Guadalfeo, Andarax (o río Almería) y Almanzora. Entre ellos, el Guadalquivir destaca por ser el río más largo de Andalucía y el quinto de la península ibérica (657 km).
Los ríos de la cuenca atlántica se caracterizan por ser extensos, discurrir en su mayor parte por terrenos llanos y regar extensos valles. Este carácter determina los estuarios y las marismas que se forman en sus desembocaduras, como las marismas de Doñana formadas por el río Guadalquivir, y las marismas del Odiel. Los ríos de la cuenca mediterránea son más cortos, más estacionales y con más pendiente media, lo que provoca unos estuarios menos extensos y valles menos propensos a la agricultura. El efecto de sotavento que provocan los Sistemas Béticos hace que sus aportes sean reducidos.
Los ríos andaluces se enmarcan en cinco cuencas hidrográficas distintas: la cuenca del Guadalquivir, la cuenca atlántica andaluza, que incluye las subcuencas de Guadalete-Barbate y Tinto-Odiel, y la cuenca del Guadiana, que conformarían la vertiente atlántica. En la cuenca mediterránea andaluza quedan los ríos que desembocan en el Mediterráneo. Además en Andalucía se extiende una pequeña parte de la cuenca del río Segura.

## Flora y fauna

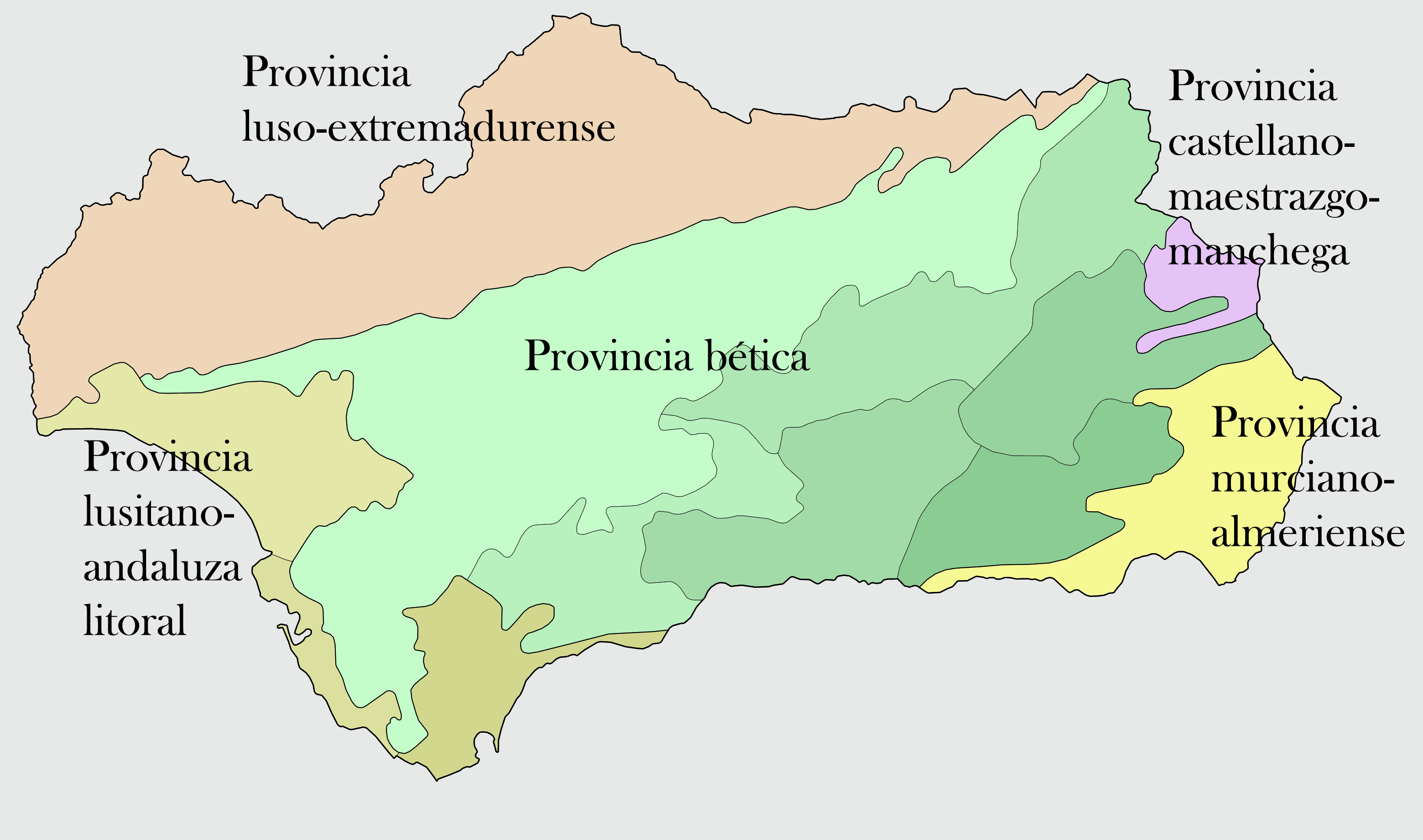
Provincias corológicas o fitogeográficas de Andalucía.

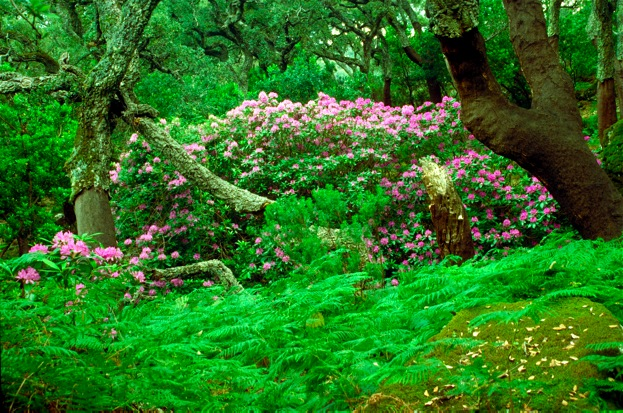
Alcornoques, rododendros y helechos en el parque natural de los Alcornocales.

### Flora
Andalucía, biogeográficamente hablando, forma parte del Reino Holártico, concretamente de la Región mediterránea, subregión Mediterránea Occidental, y está formada por cinco sectores fitogeográficos: el sector Mariánico-Monchiquense, el sector Gaditano-Aljíbico y Onubense, los sectores Béticos, el sector Almeriense y el sector Manchego. Estos sectores pertenecen a otras tantas provincias o subprovincias corológicas ibéricas.
A rasgos generales, la vegetación típica de Andalucía es el bosque mediterráneo, caracterizado por vegetación de hoja perenne y xerófila, adaptada a lo largo del período estival de sequía. La especie climácica y dominante es la encina, si bien, son abundantes los alcornoques, los pinos, los pinsapos, entre otros y por supuesto el olivo y el almendro como especies cultivadas. El sotobosque dominante está compuesto por especies leñosas de tipo espinoso y aromático: especies como el romero, el tomillo, y la jara son muy típicas de Andalucía. En las zonas más húmedas y de suelos ácidos, las especies más abundantes son el roble y el alcornoque, y como especie cultivada destaca el eucalipto. También son abundantes los bosques en galería de especies frondosas: álamos y olmos, e incluso el chopo como especie cultivada en la vega granadina.
El bosque andaluz está muy alterado por el largo proceso de ocupación histórica, las roturaciones de las mejores tierras para el cultivo, los abundantes incendios forestales. La garriga -de carácter arbustivo- es la vegetación típica en las zonas de bosques degradados. Ante ésta problemática se ha recurrido a la repoblación de extensas zonas con especies no climácicas como el pino. En la actualidad existe una clara política conservacionista de los espacios forestales restringidos a las áreas montanas.

### Fauna

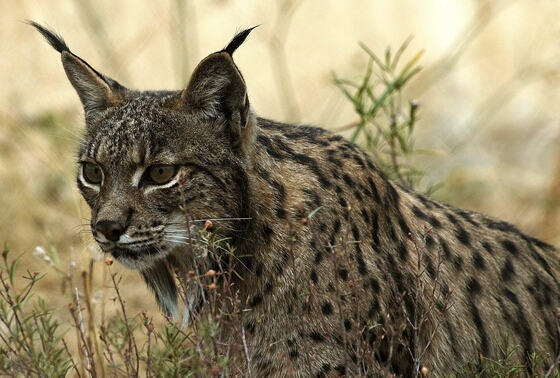
Lince ibérico.

La biodiversidad existente en Andalucía se hace extensible a la fauna. De esta forma, más de 400 especies de vertebrados de las 630 existentes en España habitan en esta comunidad autónoma. Su estratégica posición entre la cuenca mediterránea, el océano Atlántico y el estrecho de Gibraltar, hace que Andalucía sea uno de los pasos naturales de miles de aves migratorias que viajan entre Europa y África.
Los humedales andaluces, albergan una avifauna muy rica, por la combinación de especies de origen africano, como la focha cornuda, el calamón o el flamenco, con las aves provenientes del norte de Europa, como los ánsares. Entre las rapaces destacan el águila imperial, el buitre leonado y el milano.
En cuanto a los herbívoros, se dan los ciervos, gamos, corzos, muflones y la cabra montés, esta última en retroceso frente al arruí, especie invasora introducida desde África con fines cinegéticos en la década de 1970. Entre los pequeños herbívoros destacan la liebre y el conejo, que constituyen la base de la alimentación de la mayor parte de especies carnívoras del bosque mediterráneo.
Los grandes carnívoros como el lobo ibérico y el lince ibérico están muy amenazados y se limitan a Doñana, Sierra Morena y Despeñaperros. El jabalí, en cambio, se conserva bien por su importancia cinegética. Más abundantes y en distinta situación de conservación, se hallan los carnívoros de menor tamaño, como la nutria, son más abundantes el zorro, el tejón, el turón, la comadreja, el gato montés, la gineta
y el meloncillo.
Otras especies reseñables son la víbora hocicuda y el Aphanius baeticus o salinete andaluz, esta última muy amenazada.

## Espacios naturales protegidos

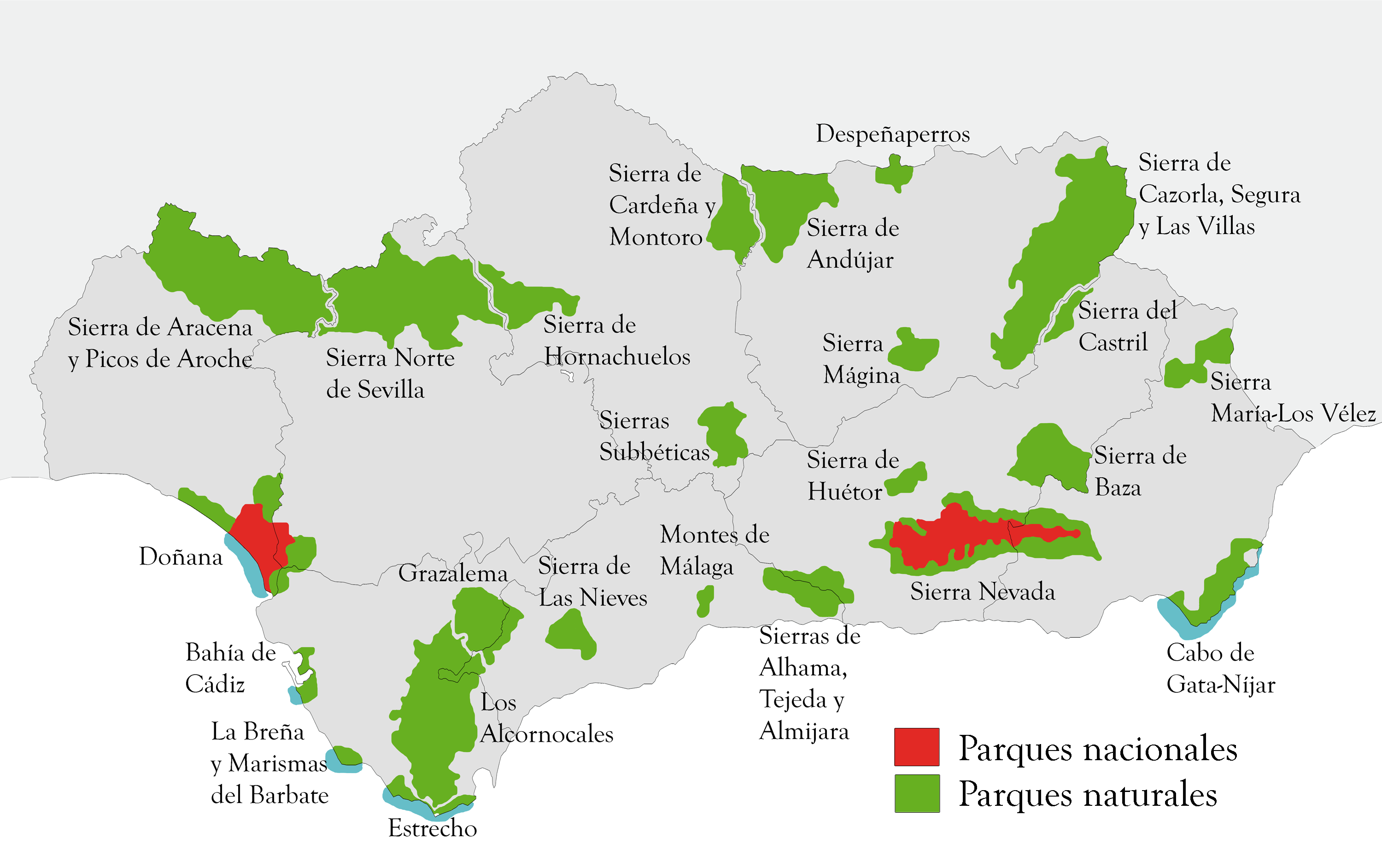
Espacios Naturales de Andalucía.

Andalucía dispone de un gran número de espacios naturales y ecosistemas de gran singularidad y valor ambiental. Su importancia y la necesidad de hacer compatible la conservación de sus valores y su aprovechamiento económico, han fomentado la protección y ordenación de los paisajes y ecosistemas más representativos del territorio andaluz.
Las distintas figuras de protección se engloban dentro de la Red de Espacios Naturales Protegidos de Andalucía (RENPA) que integra los espacios naturales localizados en el territorio andaluz protegidos por alguna normativa en el ámbito autonómico, nacional, comunitario o convenios internacionales. La RENPA está formada por 150 espacios protegidos divididos en 2 Parques nacionales, 24 Parques Naturales, 21 Parques Periurbanos, 32 Parajes Naturales, 2 Paisajes Protegidos, 37 Monumentos Naturales, 28 Reservas Naturales y 4 Reservas Naturales Concertadas, todos ellos recogidos en la Red Natura 2000 de ámbito europeo. En el ámbito internacional hay que resaltar las 9 Reservas de la Biosfera, 20 Sitios Ramsar, 4 Zonas Especialmente Protegidas de Importancia para el Mediterráneo -ZEPIM- y 2 Geoparques.
En total, prácticamente el 20% del territorio andaluz se encuentra bajo protección de alguna normativa en los distintos ámbitos, lo que supone aproximadamente el 30% del territorio protegido en España. Entre los muchos espacios destacan el parque natural de las Sierras de Cazorla, Segura y Las Villas, el mayor parque natural de España y el segundo de Europa, el Parque nacional de Sierra Nevada, Doñana y las áreas subdesérticas del Desierto de Tabernas y del Cabo de Gata.

## Suelo
La pedogénesis es un proceso sintético en el que intervienen el resto de factores naturales, tanto bióticos como abióticos. Por lo tanto no es de extrañar que atendiendo al tipo de suelo predominante Andalucía se pueda dividir en tres grandes unidades de paisaje.
En Sierra Morena, debido a su morfología y a sus suelos ácidos, se desarrollan suelos principalmente poco profundos y pobres con vocación forestal. En los valles y en zonas calizas se llegan a dar suelos más profundos donde existe una pobre agricultura cerealista asociada normalmente a la cabaña ganadera. Algo similar ocurre en los Sistemas Béticos. Su complejidad morfoestructural hace que sea la zona con un suelo y paisaje más heterogéneo de Andalucía. A muy grandes rasgos, cabe señalar -como diferencia con el otro gran espacio montano de Andalucía- la existencia de un predominio de materiales básicos en el Subbético, que unido a la morfología alomada, generan unos suelos más profundos con una mayor capacidad agronómica, principalmente utilizados en el cultivo del olivar.
Por último, hay que destacar la Depresión Bética y el Surco Intrabético, como principales espacios para el desarrollo de suelos profundos, ricos y con gran capacidad agronómica. Hay que diferenciar los suelos de aluvión con una textura franca y especialmente aptos para los cultivos intensivos en regadío, donde destacan los del valle del Guadalquivir y la Vega de Granada.
Por su parte, en las zonas onduladas de la campiña, existe una doble dinámica: en las vaguadas -rellenadas de materiales calizos más antiguos- donde se han desarrollado unos suelos arcillosos muy profundos, denominados suelos de bujeo o tierras negras andaluzas donde son típicos los cultivos herbáceos en secano. En las zonas alomadas se ha desarrollado otro suelo muy típico -la albariza- con condiciones muy favorables para el cultivo de la vid.
Los suelos arenosos poco consolidados -principalmente del litoral onubense y almeriense-, a pesar de su marginalidad, en las últimas décadas han tomado una gran relevancia gracias al cultivo forzado bajo plástico de hortalizas y bayas -fresones, frambuesas, arándanos, entre otros-.